# مغولستان
مُغُولِستان (به مغولی: Монгол улс) با نام رسمی دولت مغولستان، کشوری محصور در خشکی در شرق آسیا می‌باشد که از شمال با روسیه و از جنوب با چین هم‌مرز است. مغولستان نوزدهمین کشور پهناور جهان جزو کشورهای کم‌تراکم و کم جمعیت قاره آسیا است که جمعیت آن، سه میلیون و ۱۴۵ هزار نفر می‌باشد که ۹۵ درصد از آن‌ها مغول و حدود ۴ درصد از اقلیت قزاق هستند. بیش از ۴۵ درصد مردم این کشور نیز در شهر اولان‌باتور، پایتخت آن زندگی می‌کنند.
زبان رسمی این کشور مغولی است که به دو خط سیریلیک و اویغوری نوشته می‌شود. دین ۵۳ درصد از مردم مغول، بودیسم تبتی است و حدود ۴۰ درصد نیز بی‌دین هستند. پول رایج این کشور توگروگ نام دارد و نظام سیاسی آن جمهوری پارلمانی است.
مغولستان تنها با روسیه و چین مرز دارد و با وجود این که نوزدهمین کشور بزرگ جهان از نظر مساحت است، اما کم‌ تراکم‌ترین کشور مستقل جهان از نظر جمعیت به‌شمار می‌آید. مغولستان همچنین پس از قزاقستان دومین کشور بزرگ محصور در خشکی در جهان است.
کشور کنونی مغولستان توسط پادشاهی‌های گوناگونی ازجمله شیونگنو، شیان‌بی، روران و گوگ‌ترک‌ها فرمانروایی می‌شد و چنگیزخان در سال ۱۲۰۶، امپراتوری مغول را در این نواحی برپا کرد. پس از فروپاشی دودمان یوآن، مغول‌ها به همان روش دیرین درگیری‌های قبیله‌ای و یورش‌های هراز گاهی به مرز چین بازگشتند. مغولستان در سده‌های ۱۶ و ۱۷ میلادی تحت نفوذ بودیسم تبتی درآمد و در پایان سده هفدهم تمامی مغولستان بخشی از قلمرو دودمان چینگ شد. پس از فروپاشی سلسله چینگ در سال ۱۹۱۱، مغولستان نیز اعلام استقلال کرد اما ناچار شد برای مستحکم کردن استقلال واقعی خود تا سال ۱۹۲۱ با جمهوری چین مبارزه کند. رسمیت بین‌المللی استقلال مغولستان در سال ۱۹۴۵ انجام شد.
پس از آن، این کشور به‌شکل فزاینده‌ای زیر نفوذ اتحاد جماهیر شوروی قرار گرفت و در سال ۱۹۲۴ جمهوری خلق مغولستان شکل گرفت و سیاستمداران آن دنباله‌روی سیاست‌های شوروی شدند. پس از فروپاشی شوروی، مغولستان نیز در اوایل سال ۱۹۹۰ شاهد یک انقلاب دموکراتیک در داخل کشور بود که باعث تشکیل نظام چندحزبی و تنظیم یک قانون اساسی در سال ۱۹۹۲ شده و این کشور را به سوی اقتصاد بازار آزاد سوق داد.

## تاریخ

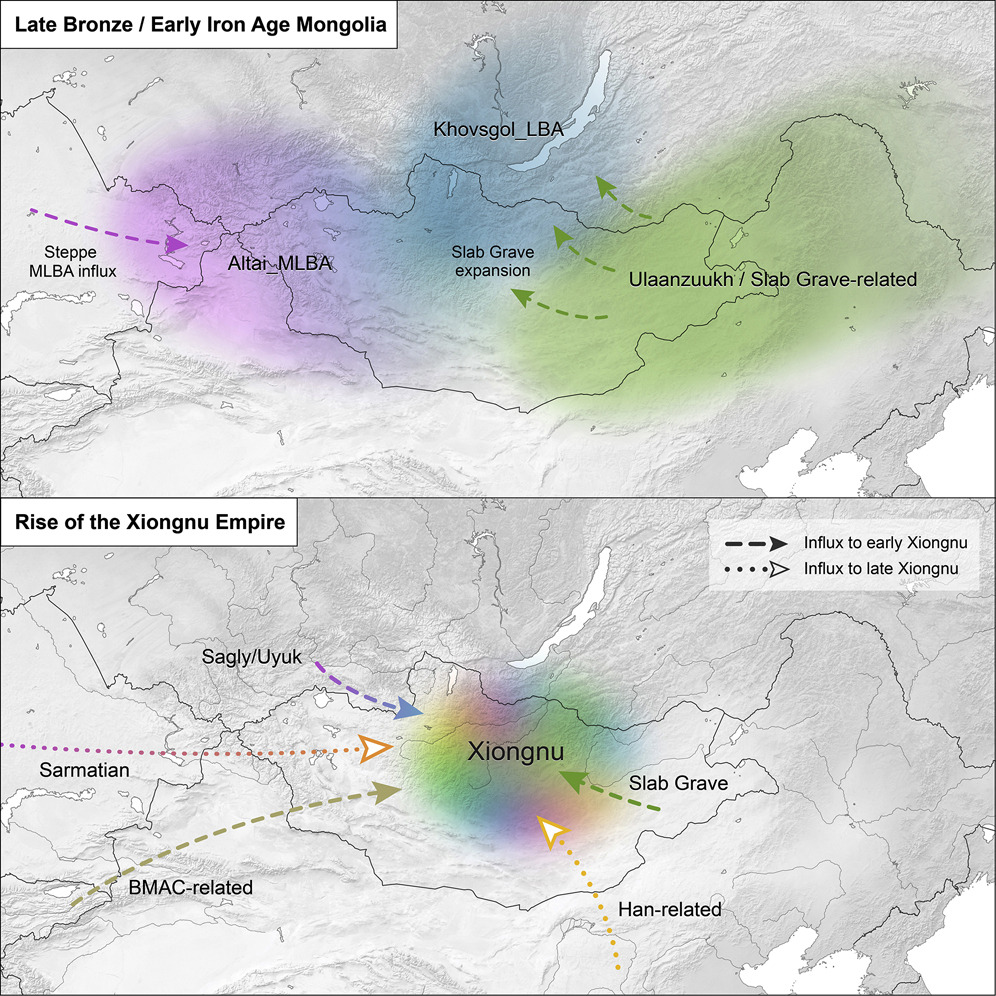
شکل گیری شیونگ‌نو در سده سوم پیش از میلاد

کشور مغولستان زادگاه و خاستگاه قوم مغول است.
مغول‌ها بیش از هر کشوری با چین ارتباط داشتند و گاه به کشور چین حمله می‌کردند و امپراتوران چین برای جلوگیری از حملاتشان دست به ساخت دیوار چین زدند.
بزرگ‌ترین رهبر تاریخی مغولها چنگیزخان بود که توانست قبیله‌های مغول را یکپارچه سازد و رقیبان را نابود گرداند.
وی نخست چین را فتح کرد. آنگاه به ایران و اروپا هجوم آورد و پیروزی های بسیار نسیب آن‌ها شد. فرزندان او تا سال‌ها فتح‌های نیای خود را پی می‌گرفتند. 
پس از چنگیز و فرزندانش سرزمین مغولستان گمنام ماند. اما امپراتوری‌هایی مانند ایلخانان ایران و امپراتوری مغولی هند (گورکانی) در بیرون از مرزهای تاریخی مغولستان مدت‌ها به حیات خود ادامه داد. این کشور در دوره ای از تاریخش به اندیشه‌های سوسیالیستی گرایش یافت و به شوروی متمایل شد.

## سیاست و روابط خارجی

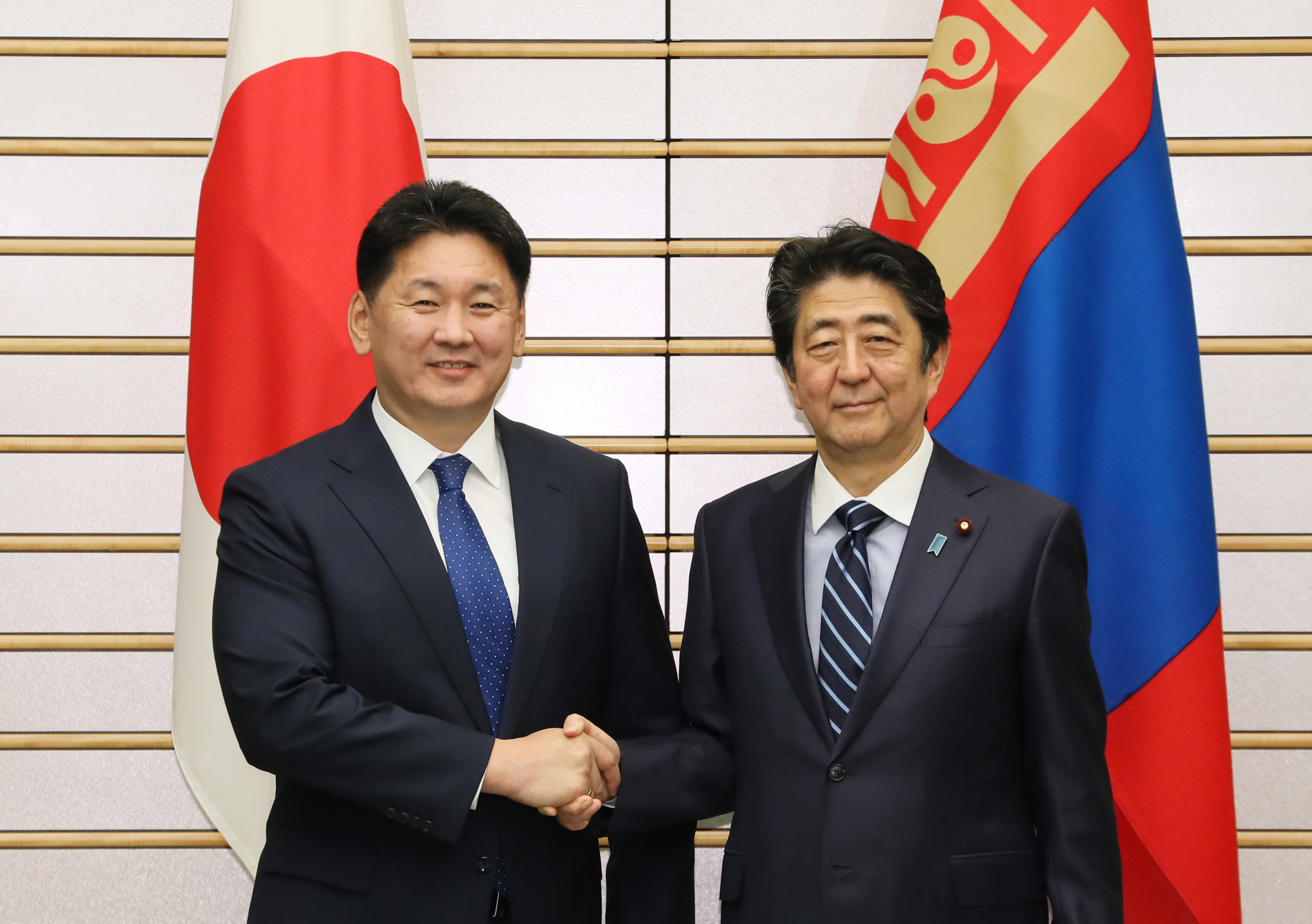
اوخناگین خورلسوخ رئیس‌جمهور مغولستان و شینزو آبه نخست وزیر ژاپن

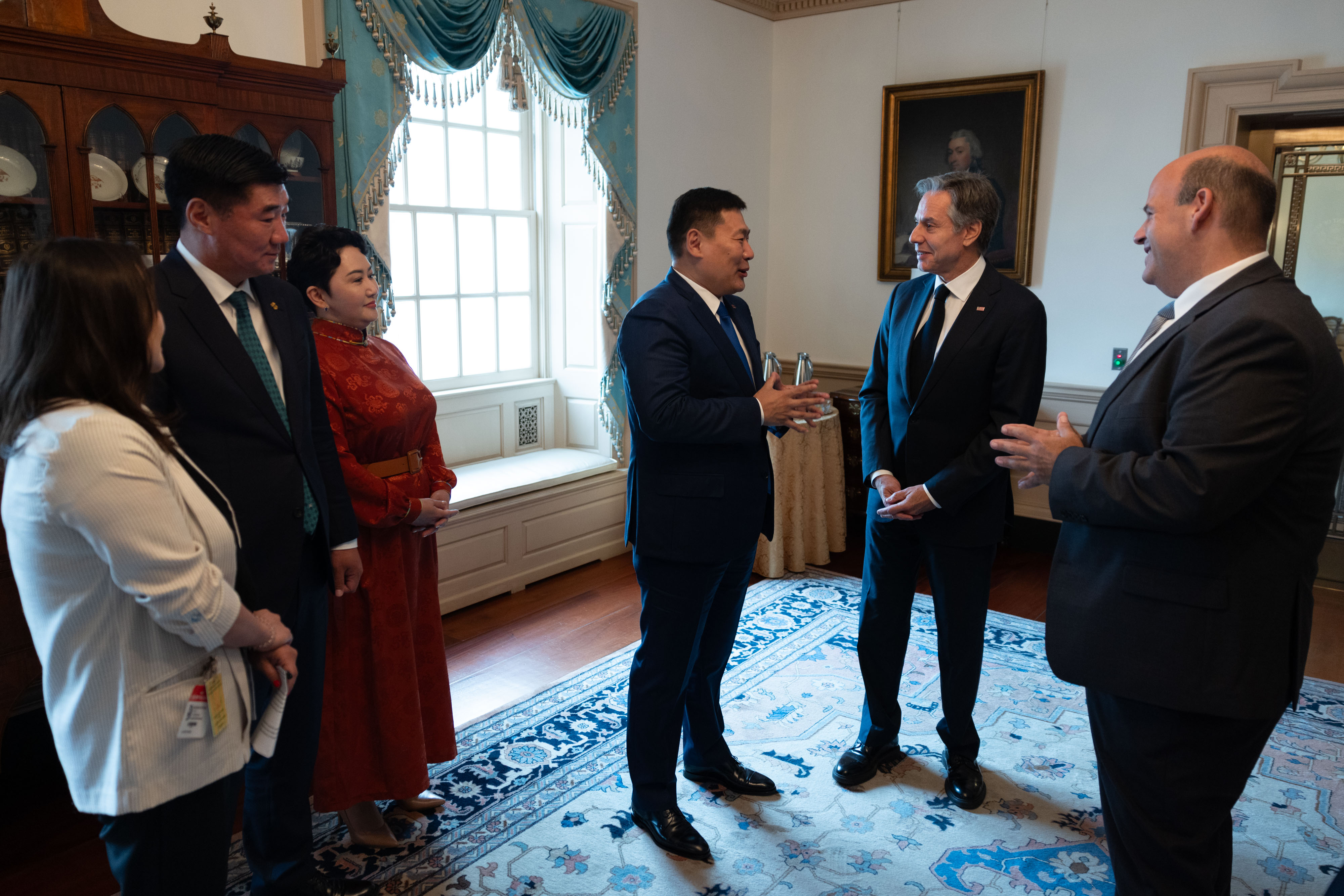
لاوسنمسرین اویون-اردین نخست‌وزیر مغولستان و آنتونی بلینکن وزیر امورخارجه آمریکا

پس از جنگ جهانی دوم مغولستان تحت‌تأثیر عواقب جنگ و فراز و نشیب‌های فراوان و نفوذ قدرت‌های بزرگ مثل چین و اتحاد جماهیر شوروی قرار گرفت.
در ۱۹۲۴ حزب خلق مغول به حزب انقلابی خلق مغولستان تغییر اسم داد و مغولستان در اکتبر ۱۹۴۵ طی یک همه‌پرسی عمومی به استقلال دست یافت و از لحاظ سیاسی به دو قسمت تقسیم شد: یک منطقه خودمختار در جمهوری خلق چین موسوم به «مغولستان داخلی» و دیگر جمهوری خلق مغولستان موسوم به مغولستان خارجی که در ۱۹۴۶ به‌وسیله دولت چین به رسمیت شناخته شد.
نوع حکومت مغولستان جمهوری پارلمانی است و پارلمان کشور مغولستان توسط مردم انتخاب می‌شود. انتخاب رئیس‌جمهور نیز جداگانه و توسط مردم صورت می‌پذیرد. حسب قانون اساسی مغولستان حق آزادی بیان و مذهب پیش‌بینی شده و حق مالکیت کشور از آن مردم می‌باشد. دو حزب فعال کشور مغولستان حزب خلق مغولستان و حزب دموکرات می‌باشند. رئیس‌جمهور مغولستان در صورت اینکه دوسوم پارلمان رای منفی به او بدهند از مقام خود خلع خواهد شد. مغولستان در بخش سیاست خارجی فعال است و روابط اصلی خود را با دولت‌های روسیه، چین، هند، کره شمالی، کره جنوبی، ژاپن و ایالات متحده آمریکا برقرار کرده‌است. مغولستان در رویدادهایی مثل جنگ آمریکا و عراق، جنگ افغانستان و نیز نبرد سیرالئون نیروهایی معدودی اعزام کرده‌است. همچنین مغولستان به عنوان هم پیمان سازمان امنیت و همکاری اروپا در آسیا شناخته شده‌است. همچنین مغولستان جزو کشورهایی است که مجازات اعدام در آن وجود ندارد.

## جغرافیا

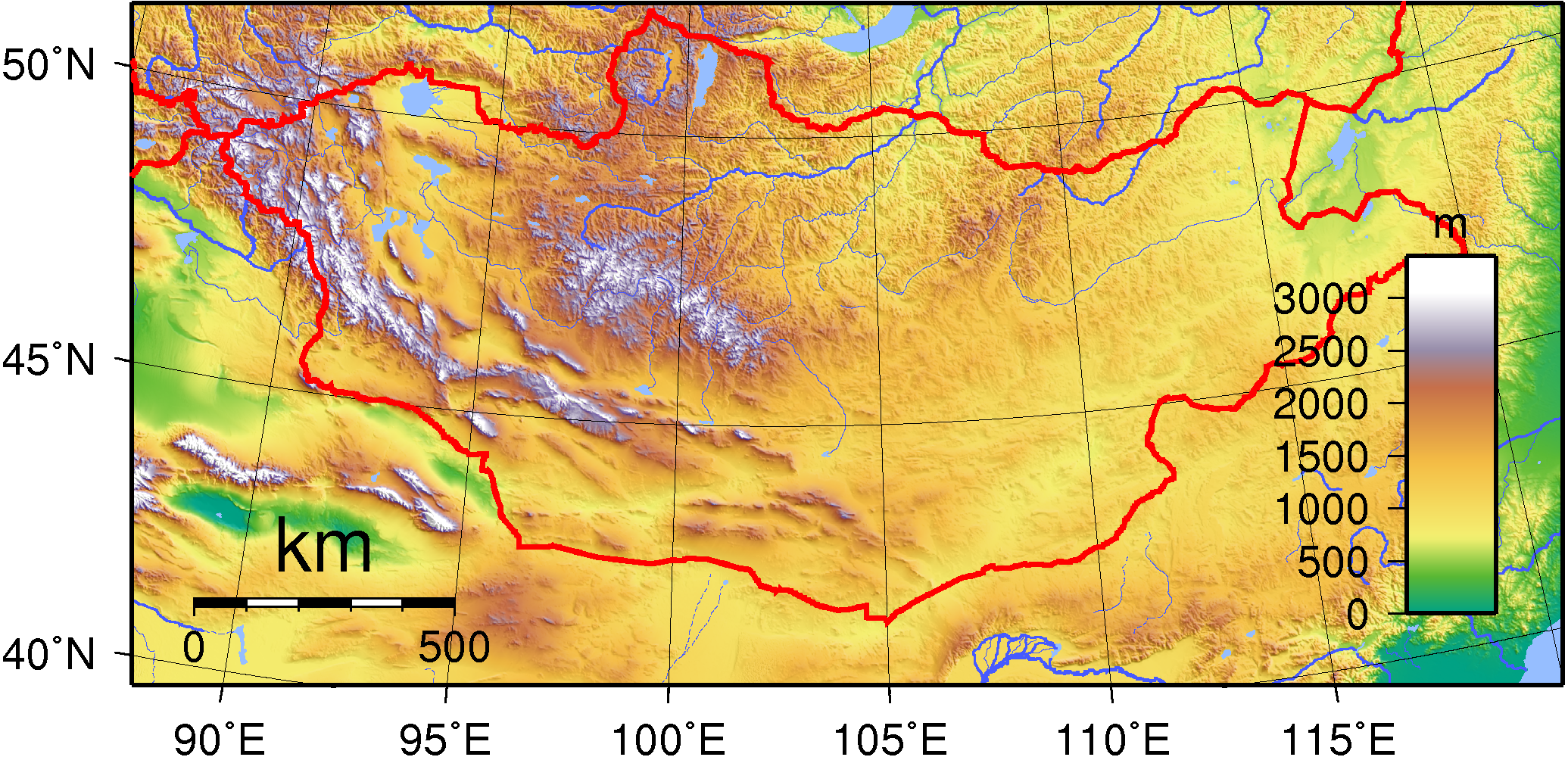
نقشه توپوگرافیک مغولستان

مغولستان در شمال آسیای میانه قرار دارد و مناطق مغول‌نشین از سوی شمال با سیبری و از جنوب با چین محصور شده‌اند.
پایتخت آن اولان باتور است. مساحت مغولستان ۱٬۵۶۵٬۰۰۰ کیلومتر مربع است.
مغولستان نوزدهمین کشور بزرگ جهان (پس از ایران) و در عین حال کم‌تراکم‌ترین کشور جهان است.
مغولستان مجموعاً ۸٬۱۱۴ کیلومتر مرز دارد که ۴٬۶۷۳ کیلومتر آن با چین و ۳٬۴۴۱ کیلومتر آن با روسیه است. این کشور به علت دوری از دریا، دارای آب و هوای برّی و سرد و خشک می‌باشد.
ارتفاع سرزمین مغولستان از سطح دریا بین هزار تا دو هزار متر متغیر است. قسمت‌های شمالی و غربی آن را کوه‌ها پوشانیده‌اند و کوه‌های آلتای در غرب کشور تا سیبری ادامه می‌یابند. بلندترین نقطه مغولستان کوه «تاوان بوگد» با ۴٬۳۷۴ متر ارتفاع است که در مرز با چین و روسیه قرار گرفته‌است. در قسمت جنوبی این کشور بیابان گُبی قرار دارد که تا چین ادامه می‌یابد. اکثر مناطق در این کشور تابستان های کوتاه و گرم و زمستان‌های بسیار سرد و پربرف دارند و اولان‌باتور، پایتخت این کشور، از نظر میانگین سالیانهٔ دما سردترین پایتخت جهان به‌شمار می‌آید. مغولستان به‌طور کلی کشوری سرد مرتفع و بادخیز است.
رودهای نیمه شمالی کشور پس از گذر در روسیه به اقیانوس منجمد شمالی و اقیانوس آرام می‌ریزند. رودهای نیمه جنوبی در راه خشک شده یا مقدار کمی از آب آن‌ها به شوره‌زارهای گبی وارد می‌شود.

## ترابری

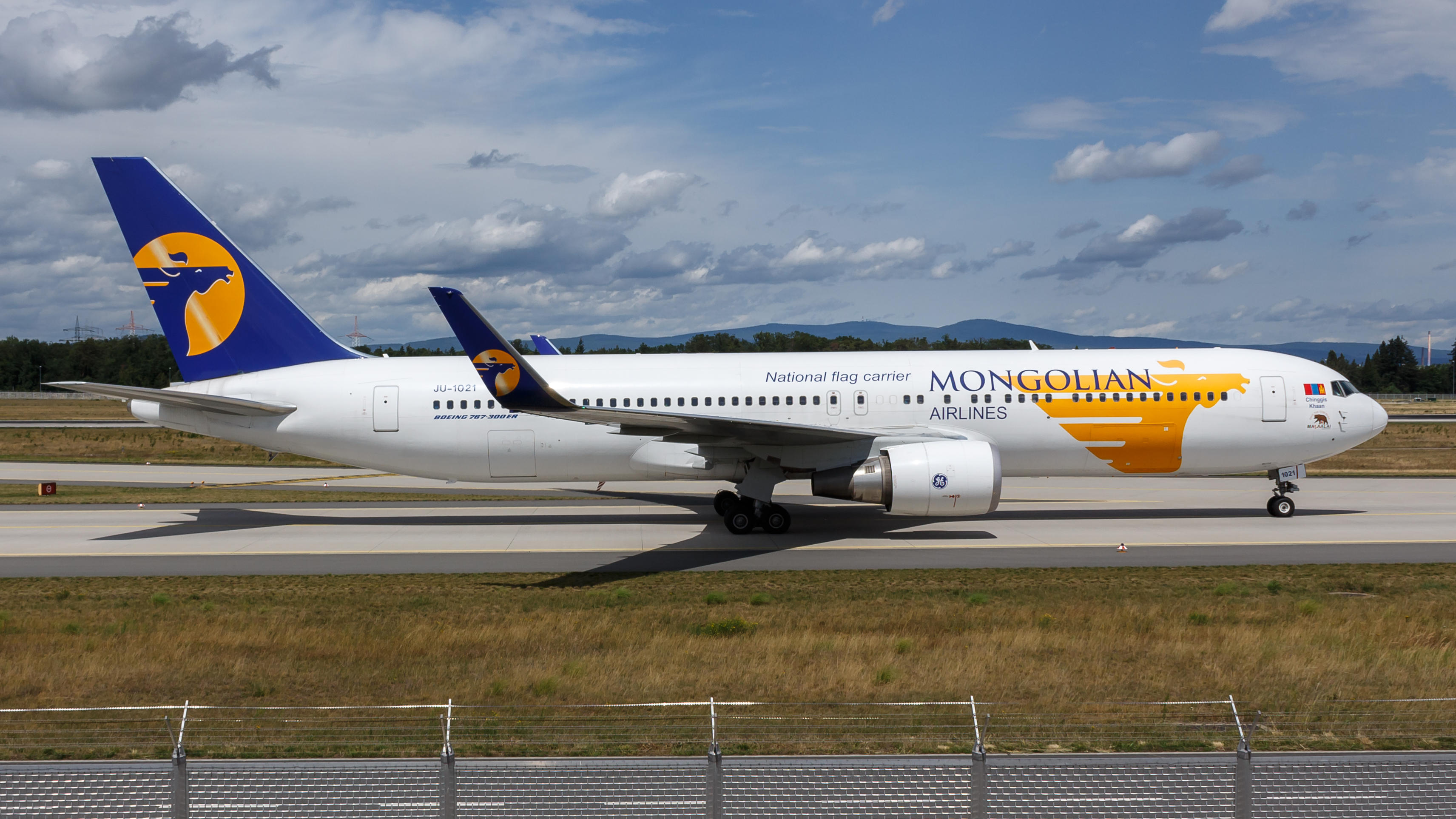
بوئینگ ۷۶۷ از خط‌هوایی میات مونگولین ایرلاینز مغولستان در فرودگاه فرانکفورت آلمان

سامانه ترابری در مغولستان علاوه بر جاده‌ها و راه‌ها مبتنی بر جابجایی ریلی نیز می‌باشد. راه‌آهن سیبری از خاک مغولستان نیز می‌گذرد و سامانه قطار برای جابجایی کالا و مسافران کاربرد دارد. همچنین در مغولستان پروازهای هوایی هم انجام می‌شود و بیشتر فرودگاه‌های این کشور تنها پروازهای داخلی انجام می‌دهند. تنها فرودگاه بین‌المللی در کشور مغولستان فرودگاه بین‌المللی بویانت-اوخا است که در اولان باتور قرار دارد و پروازهایی از آن فرودگاه به کره جنوبی، چین ژاپن، روسیه و آلمان و قرقیزستان و ترکیه انجام می‌شود.

## اقتصاد
واحد پول مغولستان توگروگ است.

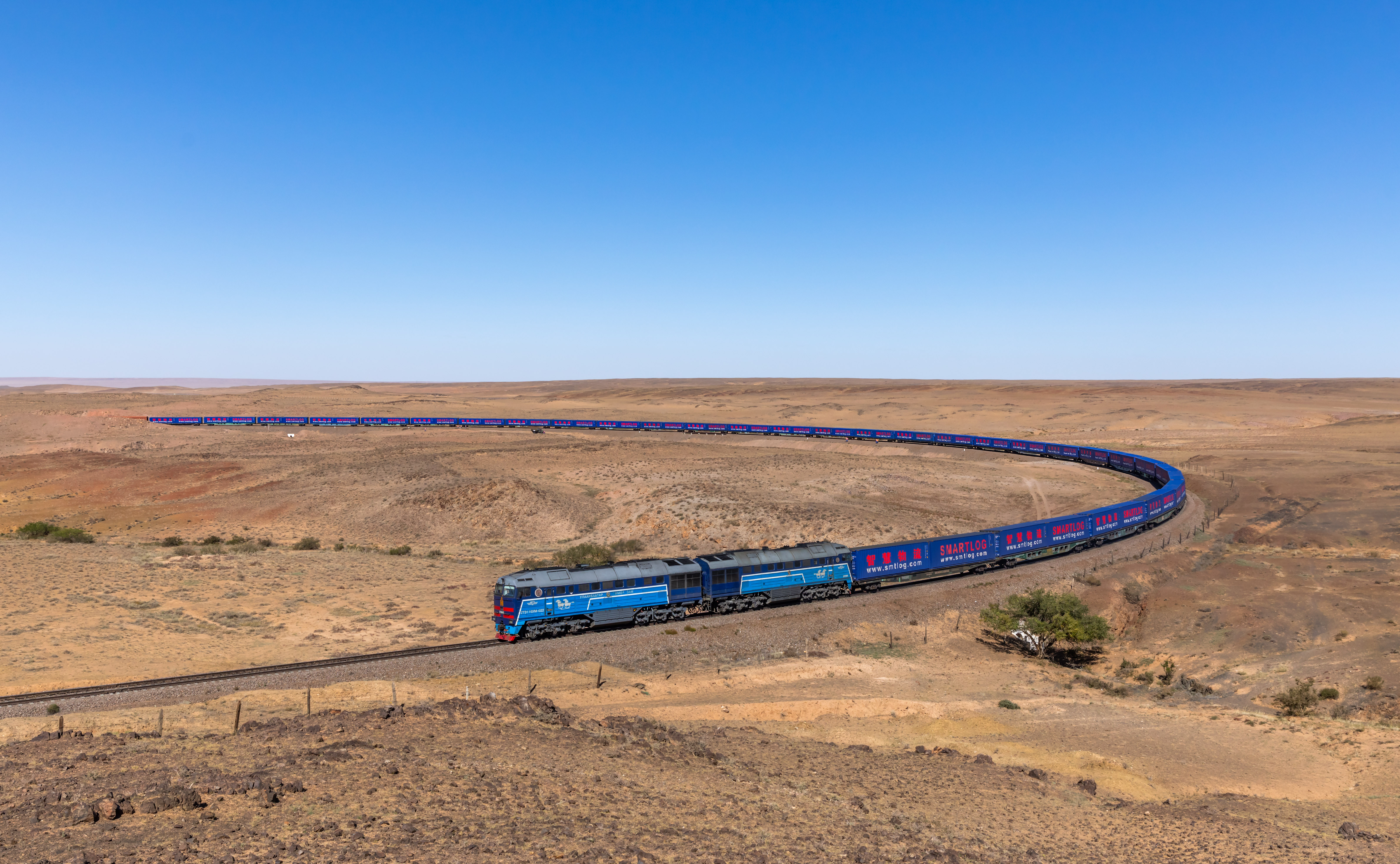
نگاره‌ای از یک قطار باری، بین دو ایستگاه صاقان حد (цагаан хад) و سومنگین زوو (Сумангийн Зоо) در استان دارناگاوی. راه‌آهن مغولستان، دارای شبکه‌ای به طول حدود ۱,۸۰۰ کیلومتر است. شبکه راه‌آهن مغولستان به راه‌آهن روسیه و راه‌آهن چین متصل است.

اقتصاد مغولستان به دامداری اشتراکی (گاو، گوسفند، بز و شتر) وابسته است. غلات (از جمله محصولات علوفه‌ای) در مقیاسی بزرگ در مزارع دولتی تولید می‌شود. بخش صنعتی عمدتاً به صنایع غذایی و پوست و پشم مربوط است.
مغولستان دارای اقتصاد کشاورزی بوده، و صادرات آن شامل: گندم، جو، سیب زمینی، اسب و گاو است.
ذخایر زیرزمینی آن نفت، سنگ آهن، طلا، مس و روی (قلع) است. مس یکی از کالاهای اصلی صادرات است.
ازهم‌پاشی تجارت با اتحاد شوروی سابق در برهه‌ای از زمان مشکلات شدید اقتصادی ایجاد کرد و باعث شد مغولستان به‌طور فزاینده‌ای برای تجارت و کمک اقتصادی به چین و ژاپن چشم بدوزد.
اقتصاد مغولستان که مبتنی بر منابع غنی کانی‌ها است، در سال ۲۰۱۱ میلادی هفده ممیز سه دهم درصد رشد داشت. البته مغولستان این رشد اقتصادی را تا حدی مدیون سرمایه‌گذاری‌های خارجی مانند طرح معدن اویو تولگوی است که به او تی نیز شهرت دارد. بیشتر سنگ مس استخراج شده از این معدن به آن سوی مرزها در چین فرستاده می‌شود. این طرح عظیم و زیرساخت‌های مرتبط با آن منجر به رونق اقتصاد محلی شده‌است، اما در عین حال بر مراتع طبیعی و زندگی گله‌داران منطقه نیز تأثیر ناگوار گذاشته‌است.

### کشاورزی و دامپروری
در سال ۲۰۰۲، حدود ۳۰٪ از کل خانوارهای مغولستان از راه پرورش دام زندگی می‌کردند. بیشتر گله‌داران در مغولستان از الگوی پاستورالیسم عشایری یا نیمه‌عشایری پیروی می‌کنند. به دلیل زمستان‌های شدید ۲۰۰۹ تا ۲۰۱۰، مغولستان ۹٫۷ میلیون حیوان یا ۲۲٪ از کل دام‌های خود را از دست داد. این رویداد بلافاصله بهای گوشت را تحت تأثیر قرار داد، که تا دو برابر افزایش یافت. تولید ناخالص داخلی در سال ۲۰۰۹ ۱٫۶٪ کاهش یافته‌است.
در سال‌های اخیر دام‌داری و دامپروری مغولستان موقعیت خود را در اقتصاد این کشور دوباره تثبیت کرده‌است.

#### تعداد و انواع دام در سال ۲۰۱۸
| نوع دام | تعداد در سال ۲۰۱۸ |
| ------- | ----------------- |
| گوسفند  | ۳۰٬۵۵۴٬۰۰۰        |
| بز      | ۲۷٬۱۲۴٬۰۰۰        |
| گاو     | ۴٬۳۸۰٬۰۰۰         |
| اسب     | ۳٬۹۴۰٬۰۰۰         |
| شتر     | ۴۵۹٬۰۰۰           |
| خوک     | ۲۷٬۸۰۰            |

## مردم
در آمارگیری سال ۲۰۰۷ عنوان شد که مغولستان ۲٬۹۵۱٬۷۸۶ نفر جمعیت دارد؛ که بر این حساب صد و سی و هشتمین کشور جهان بشمار می‌رود.
نرخ رشد جمعیت در کشور نیز برابر ۱٫۲٪ محاسبه شده‌است. مغولستان جمعیتی نسبتاً جوان دارد و ۵۹ درصد مردم آن کشور زیر سی سال سن دارند و ۲۹ درصد آنان کسانی هستند که سنشان از ۱۴ سال کمتر است. تا سال ۱۹۷۵ مغولستان بالاترین نرخ کلی زاد و ولد را که ۷٫۳۳ کودک به ازا هر زن بود را از آن خود داشت. با از میان رفتن حکومت سوسیالیستی امروزه این نرخ حدود چهار برابر کمتر شده‌است و در سال‌های ۲۰۰۵ تا ۲۰۱۰ این نرخ به۱٫۸۷ رسیده‌است. شهرنشینی رشد زیادی در مغولستان داشته‌است و حدود ۴۰٪ از مردم در اولان باتور به‌سر می‌برند. همچنین قبایل کوچ‌نشین و نیمه‌کوچ‌نشین نیز در این کشور هنوز سبک قدیمی زندگی خود را حفظ کرده‌اند. ۸۵٪ مردم مغولستان مغول نژاد هستند که بیشتر آن‌ها از تار خالخایی بشمار می‌روند. دومین قوم پر جمعیت این کشور پس از مغول بوریاتها می‌باشند که از اقوام مغول بشمار می‌روند که به زبان بوریاتی از زبانهای مغولی سخن می‌گویند. همچنین اقوام قزاق، تووا و روس نیز در این کشور به‌سر می‌برند.
زبان مغولی زبان رسمی مغولستان است. گویش اصلی مورد تکلم مغولی خالخایی است که بیش از ۹۰ درصد جمعیت این کشور بدان سخن می‌گویند. زبان‌های دیگر شامل قزاقی، زبان تووایی و بوریاتی می‌شود. زبان روسی و همچنین انگلیسی و چینی نیز کاربردهایی در زندگی روزانه دارد. زبان مغولی برخلاف مغول‌های چین که به خط مغولی نوشته می‌شود در این کشور به الفبای سیریلیک نگارش می‌گردد.
بیش از ۹۰٪ از مردم مغولستان بودایی هستند و مذهب بودایی تبتی دارند. ۵٪ جمعیت آن کشور مسلمان سنی هستند که بیشتر اقلیت‌های ترک و نیز مغول‌های خوتونی را شامل می‌شود. همچنین ۴٪ جمعیت این کشور را مسیحیان تشکیل می‌دهند که اکثریت قریب به اتفاق آنان را پروتستانها تشکیل می‌دهند. گروه‌های بسیار اندکی از قبایل بدوی آداب و عبادات شمنی را دنبال می‌کنند. هرچند شمنیسم در مغولستان متروک است و تنها در حد برخی آداب سنتی ردی از آن به‌جای مانده‌است. در طول دوره حکومت کمونیسم بر مغولستان در قرن بیستم آداب و عبادات دینی ممنوع بود تا حد زیادی از آن جلوگیری می‌شد. در سال‌های میانی نیمه نخست قرن بیستم ممنوعیت‌ها شدت یافت و ده‌ها هزار نفر از کسانی که اعتراض داشتند کشته یا دستگیر شدند. شمار بسیاری از آنان را روحانیان بودایی تشکیل می‌دادند.

## فرهنگ

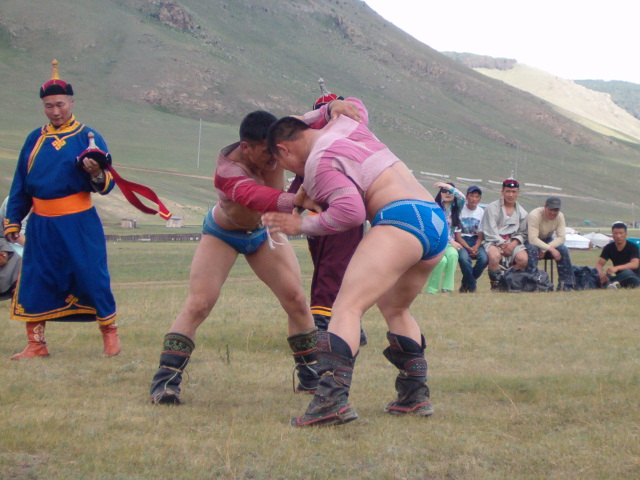
کشتی مغولی ورزش ملی مغولستان

فرهنگ مردم این کشور تا حد بسیار زیادی تحت تأثیرات فرهنگ روسی و چینی قرار گرفته‌است. آنها به سوارکاری و رزم دلبستگی بسیاری دارند و در جشنواره‌های بومی خویش مرد و زن بدینگونه کارها دست می‌زنند. مراسم نادام مراسم ملی آنهاست که بازیهای محلی در آن انجام می‌شود. نوعی کشتی سنتی مغولی نیز در آن کشور انجام می‌شود که از محبوب‌ترین ورزش‌ها بشمار می‌رود. سبک معماری مغولستان تا حد قابل ملاحظه‌ای متأثر از معماری چینی است که گرایش به سبک تبتی در آن مشهود می‌باشد.
موسیقی بومی مغولستان نیز شباهت زیادی با اقوام آسیای میانه دارد. سازها عمدتاً سیمی هستند و نوعی آهنگ سنتی بنام اورتین دو در موسیقی آن کشور رایج است به ترانه طولانی معنی می‌دهد و معمولاً دونفره اجرا می‌گردد.
مردم مغولستان بسیار به چنگیزخان مغول احترام می‌گذارند و او را شخصیت اسطوره‌ای و ملی خود می‌دانند.

## تقسیمات کشوری
- استان‌های مغولستان

## نگارخانه

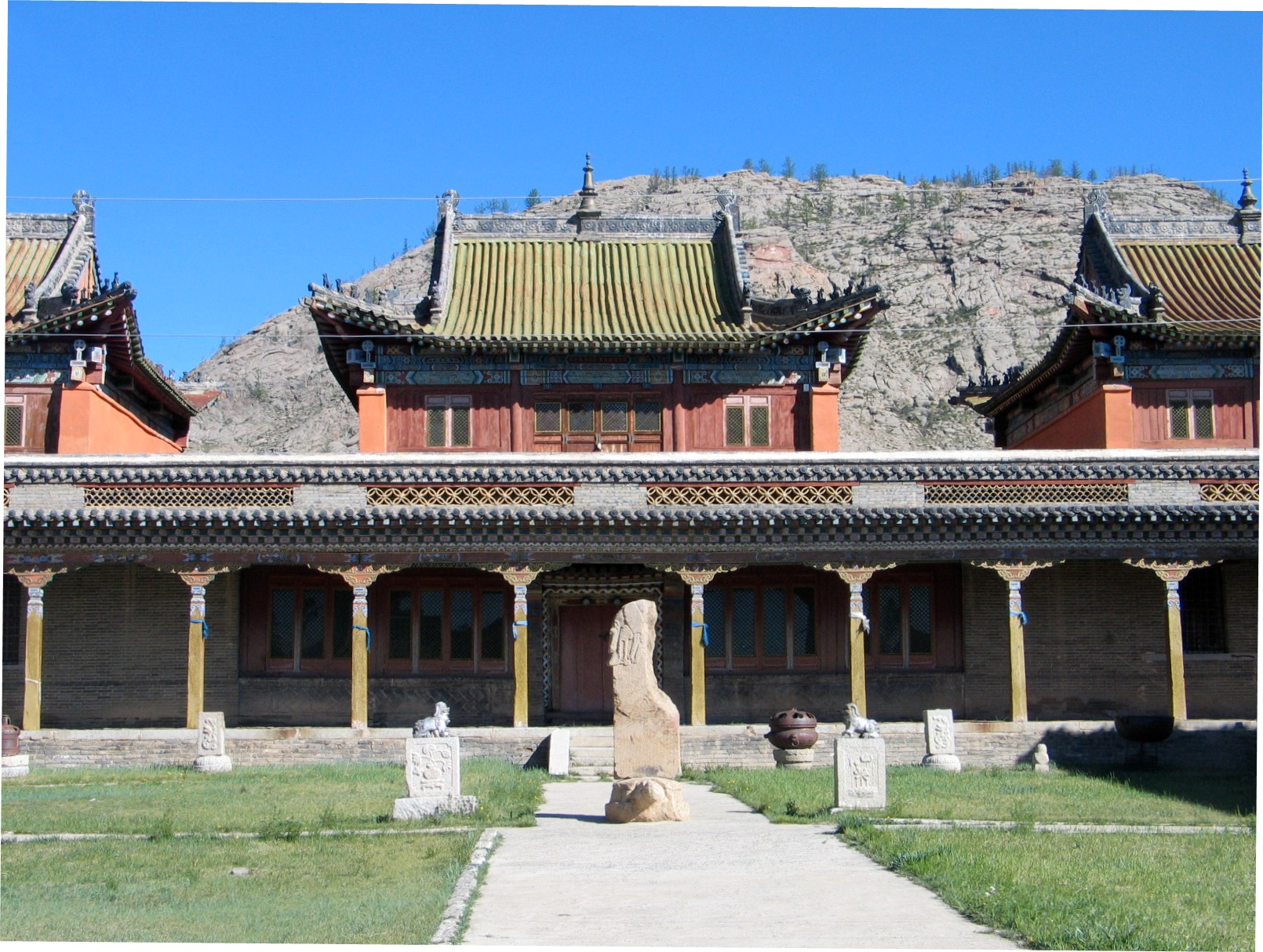
معبدی بودایی در تستسرلگ
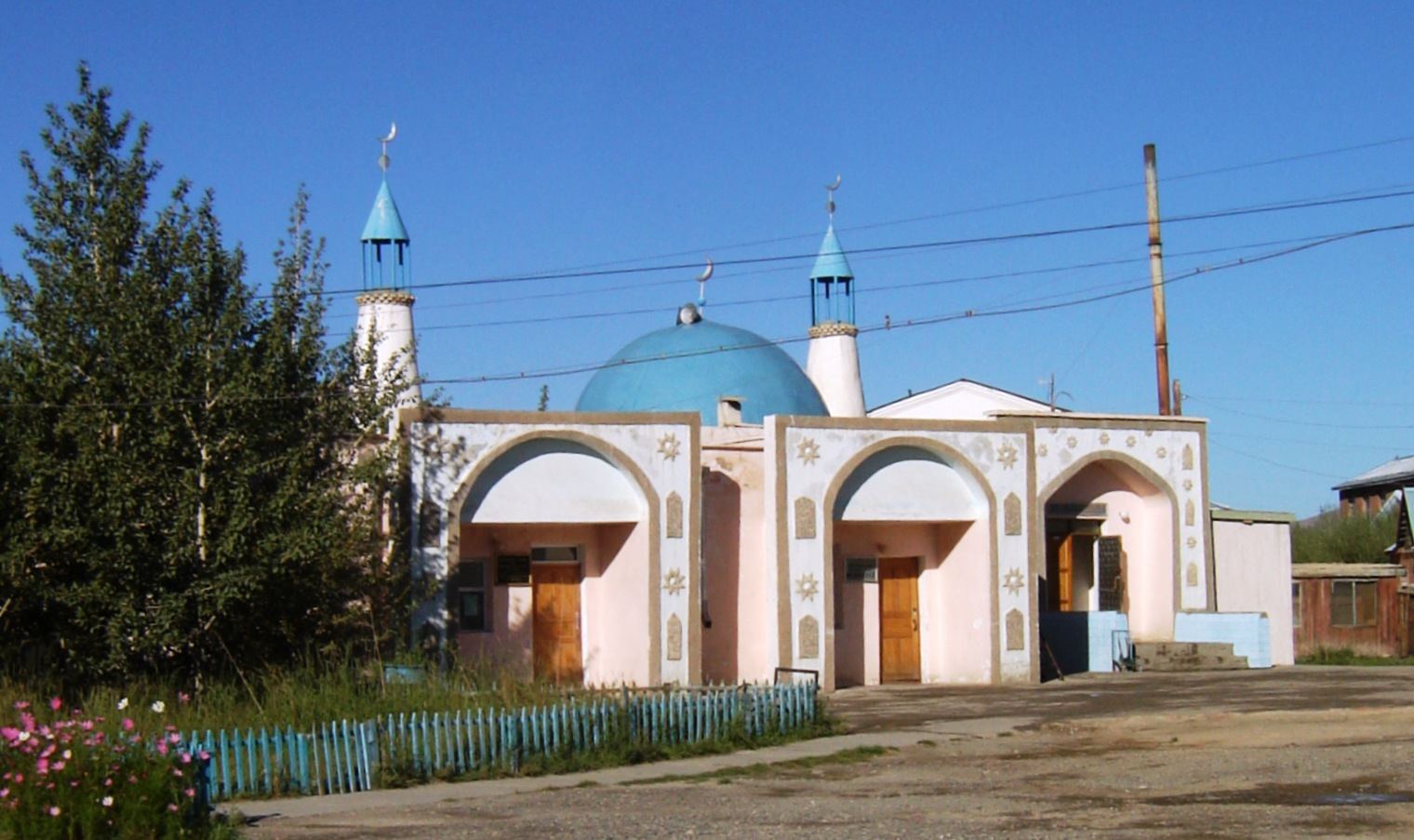
مسجدی در اولگی